# Honeydew
Le melon honeydew, ou melon miel, est un cultivar de melon de l'espèce Cucumis melo (famille des Cucurbitaceae). Il fait partie du groupe de cultivars Inodorus qui comprend le melon canari, le melon d'hiver et d'autres hybrides de melon.

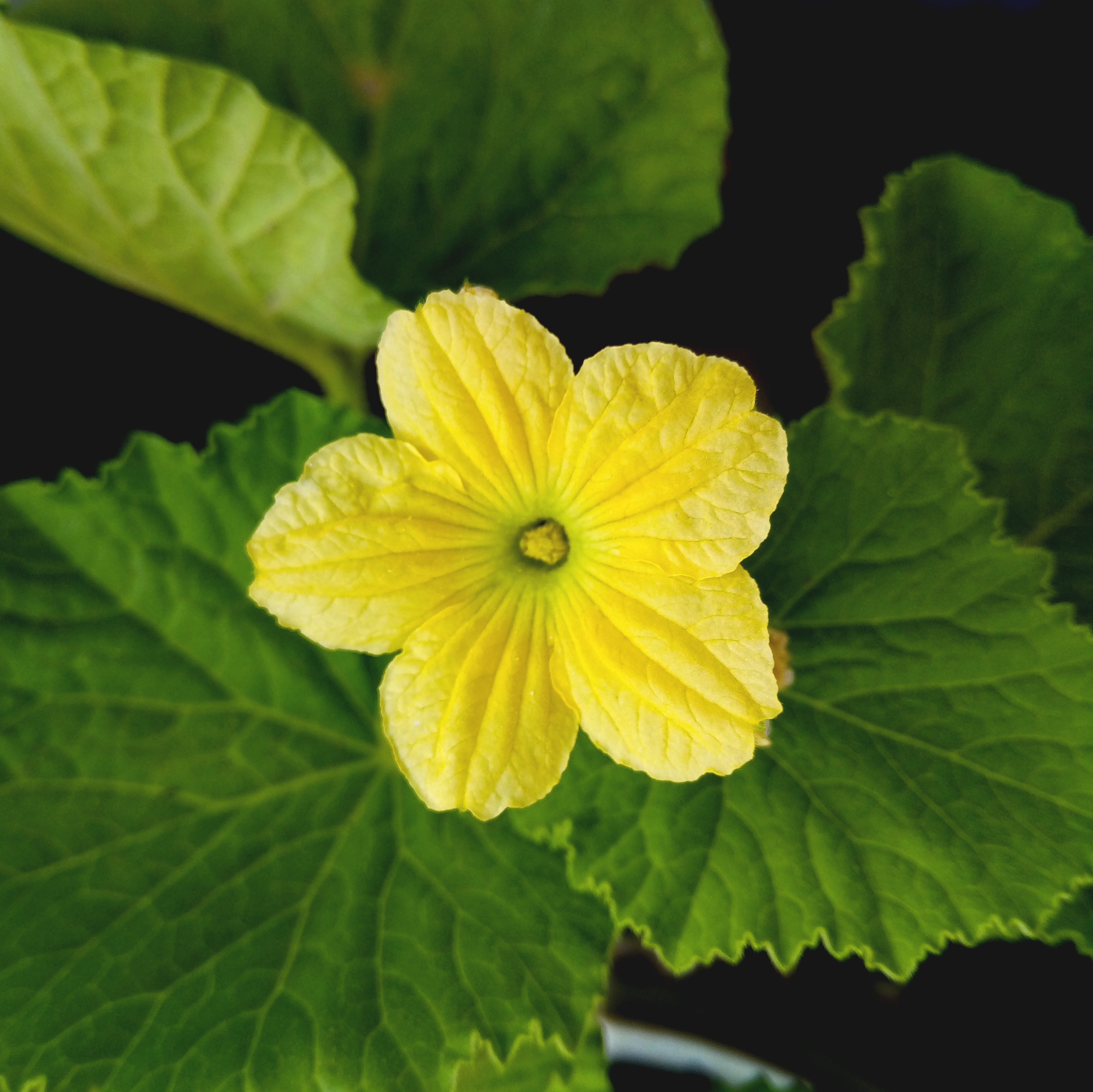
fleur
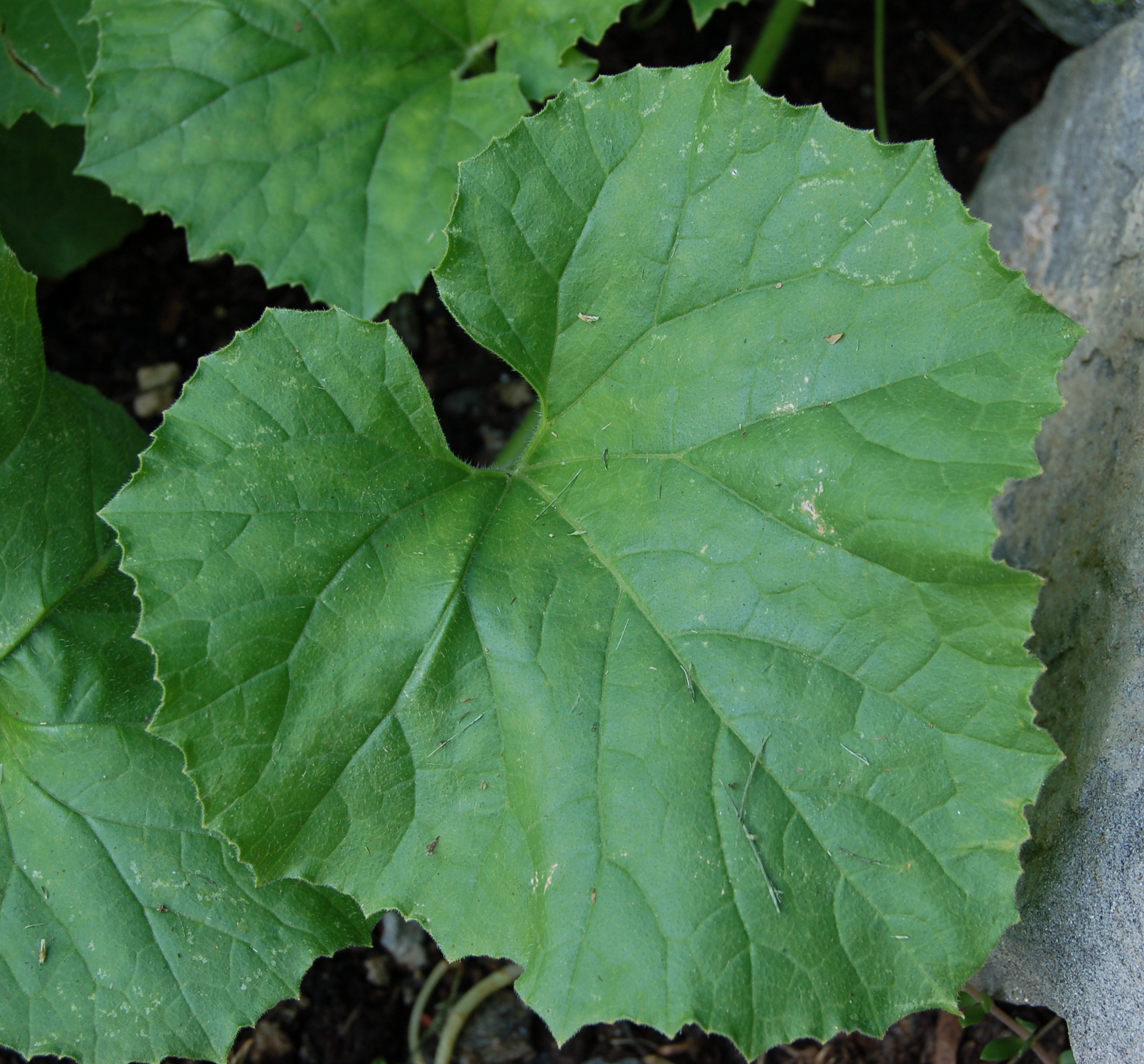
feuille
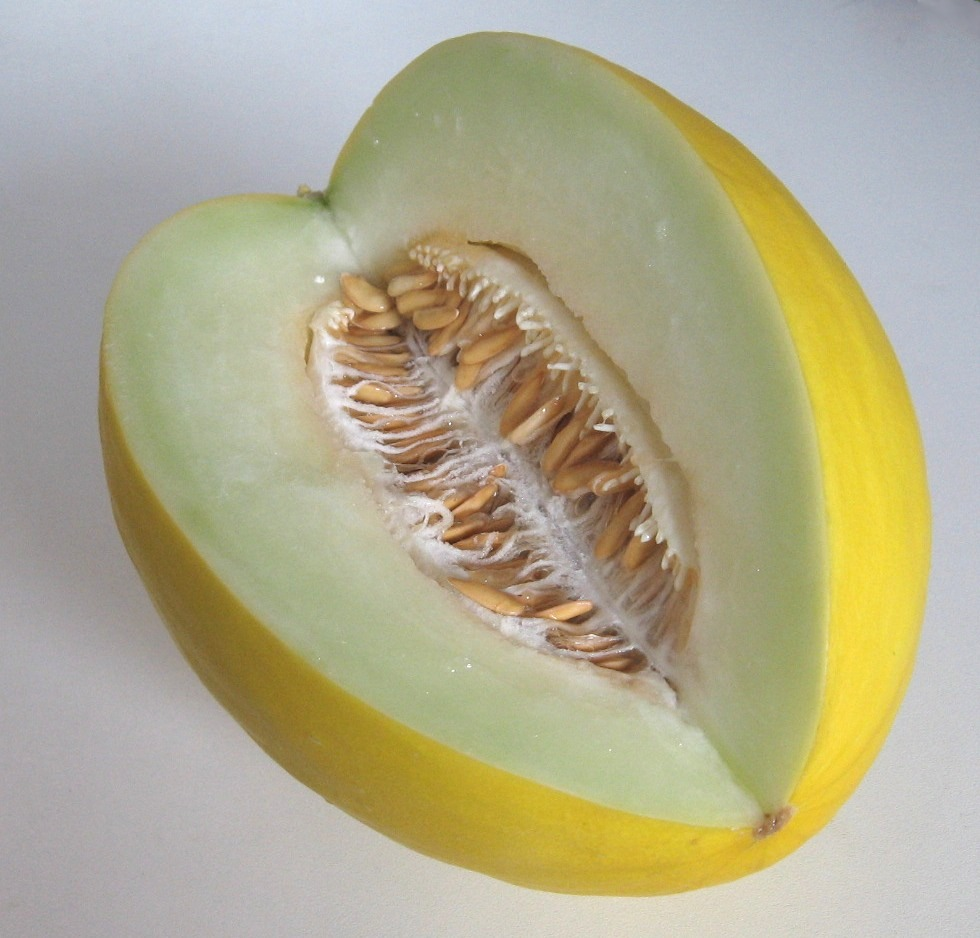
fruit
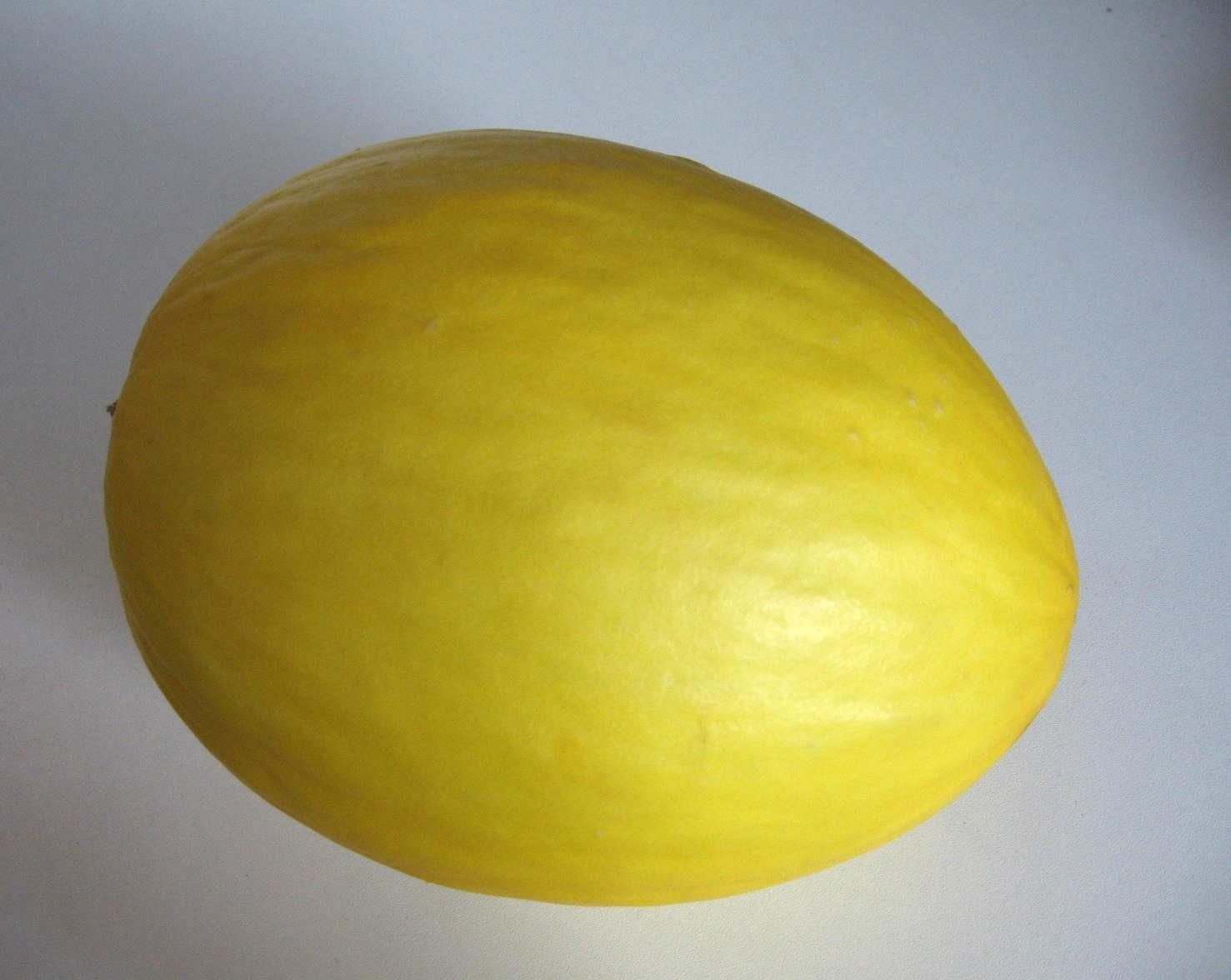
extérieur du fruit